# Kempnyia taunayi
Kempnyia taunayi är en bäcksländeart som först beskrevs av Navás 1936.  Kempnyia taunayi ingår i släktet Kempnyia och familjen jättebäcksländor. Inga underarter finns listade i Catalogue of Life.